# Kolondiéba
Kolondiéba város Mali déli részén, Sikasso régióban. A régió székhelyétől, Sikassótól 137 km-re található délnyugatra. Lakossága több mint 50 000 fő, ezzel a róla elnevezett körzet központja.

## Fordítás
- Ez a szócikk részben vagy egészben  a   Kolondieba című angol Wikipédia-szócikk fordításán alapul.  Az eredeti cikk szerkesztőit annak laptörténete sorolja fel. Ez a jelzés csupán a megfogalmazás eredetét és a szerzői jogokat jelzi, nem szolgál a cikkben szereplő információk forrásmegjelöléseként.